# Castillo de Santa Bárbara
Castillo de Santa Bárbara – zabytkowa warownia, położona na wysokiej skale (góra Benacantil) nad starym miastem w Alicante (Hiszpania, wspólnota Walencja). Wraz z wieżowcem hotelu Tryp Gran Sol, stanowi dominantę panoramy miasta od strony Morza Śródziemnego.
Zamek znajduje się na wysokości 166 m n.p.m., na nagiej, jasnej skale. Początki założenia sięgają prawdopodobnie IX wieku, a nazwa może wywodzić się z arabskiego Banu-lQatil, czyli małżowina uszna (kształt góry). 4 grudnia 1248 zdobyty przez siły kastylijskie pod dowództwem przyszłego króla Alfonsa X Mądrego. W XVIII wieku zmalało znaczenie militarne obiektu i zaczęto go używać jako więzienia. W 1963 opuszczone ruiny zaadaptowano na cele turystyczne i otwarto dla zwiedzających.
Na jeden z dziedzińców zamkowych wjechać można specjalną windą z poziomu miasta (Avenida de Jovellanos). Szyb ma 205 metrów wysokości. Teren zamkowy otacza Parque de la Ereta, uporządkowany w początkach XXI wieku. Dominują w nim drzewa oliwne. Zejście z zamku możliwe jest także specjalnym panoramicznym chodnikiem w kierunku podziemnej stacji tramwajowej Mercado.